# Mätbrygga
Mätbrygga är ett samlingsnamn på kretsar som bygger på Christies diamantmetod (som publicerades av britten Samuel Hunter Christie år 1833) och dess vidareutvecklingar. Samtliga bygger på att mäta skillnaden mellan kända värden på de ingående komponenterna och det okända värdet på mätobjektet. 

## Varianter
Årtalen anger, om inget annat anges, när den publicerades.

### Wheatstones brygga

Kopplingsschema för Wheatstones brygga

Fyra motstånd kopplas över en galvanometer, där beräkningar utifrån de tre redan kända motstånden används för att för att uppmäta resistansen i det okända. Uppkallad efter engelsmannen Charles Wheatstone publikation 1843.

### Carey Fosters brygga

Carey Fosters brygga. De kraftig ritade komponenterna är strömskenor med försumbart motstånd.

Avsedd att mäta medelstora resistanser eller små skillnader mellan stora resistanser. Uppkallad efter engelsmannen Carey Foster 1872.

### Maxwellbrygga

Maxwell-Wienbrygga

Mäter kapacitans genom att balansera kretsen med en kondensator som motverkar fasförskjutningen mellan spänning och ström. Uppkallad efter James Clerk Maxwell, 1873.

### Wienbrygga

Wienbrygga, U_{we}- sinusformad matningsspänning, U_{wy}- uppmätt spänning.

Mäter kapacitans genom resistans och frekvens. Den kan även användas för att mäta ljudfrekvenser samt att skapa återkoppling i Wienbryggeoscillatorer. Uppkallad efter tysken Max Karl Werner Wien, 1891.

### Andersons brygga

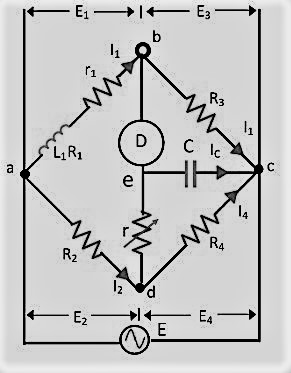
Andersons brygga.

Mäter självimpedansen i en spole eller kondensator med hög precision. Bygger på Maxwellbryggan, och är uppkallad efter irländaren Alexander Anderson 1891.

### Kelvinbrygga

Kelvinbrygga, även kallad Kelvins dubbelbrygga och ibland Thompsonbrygga

Mäter resistanser ned till 1 mikroOhm genom att eliminera ledningsmotståndet från beräkningarna.

### TRA-brygga

Grundprincip för TRA-brygga

Transformer ratio arm (~ transformatorkvotsben) innebär att mätbenet (den del av kretsen där mätobjektet ingår) balanseras med hjälp av kvoten mellan transformatorernas lindningsvarv. Typen är den mest mångsidiga då den kan mäta olika storheter med hög precision. Utvecklad av engelsmannen Alan Dower Blumlein 1929.